# Milan Gajić (calciatore 1996)
Milan Gajić (in serbo Милан Гајић?; Vukovar, 28 gennaio 1996) è un calciatore serbo, difensore o centrocampista dello CSKA Mosca e della nazionale serba.

## Caratteristiche tecniche
È un centrocampista centrale ma può giocare anche come terzino destro.

## Carriera

### Club
Gajić ha debuttato con l'OFK Belgrado il 10 agosto 2013, segnando quattro gol in campionato.
Il 17 giugno 2022 viene acquistato dal CSKA Mosca.

### Nazionale
Ha rappresentato la Serbia al Mondiale U-20 2015 in Nuova Zelanda.

## Statistiche

### Presenze e reti nei club
Statistiche aggiornate al 23 novembre 2024.
| Stagione            | Squadra             | Campionato          | Campionato | Campionato | Coppe nazionali | Coppe nazionali | Coppe nazionali | Coppe continentali | Coppe continentali | Coppe continentali | Altre coppe | Altre coppe | Altre coppe | Totale | Totale |
| Stagione            | Squadra             | Comp                | Pres       | Reti       | Comp            | Pres            | Reti            | Comp               | Pres               | Reti               | Comp        | Pres        | Reti        | Pres   | Reti   |
| ------------------- | ------------------- | ------------------- | ---------- | ---------- | --------------- | --------------- | --------------- | ------------------ | ------------------ | ------------------ | ----------- | ----------- | ----------- | ------ | ------ |
| 2013-2014           | OFK Belgrado        | SL                  | 22         | 2          | CS              | 5               | 1               | -                  | -                  | -                  | -           | -           | -           | 27     | 3      |
| 2014-2015           | OFK Belgrado        | SL                  | 24         | 2          | CS              | 1               | 0               | -                  | -                  | -                  | -           | -           | -           | 25     | 2      |
| Totale OFK Belgrado | Totale OFK Belgrado | Totale OFK Belgrado | 46         | 4          |                 | 0               | 0               |                    | -                  | -                  |             | -           | -           | 52     | 5      |
| 2015-2016           | Bordeaux            | L1                  | 9          | 1          | -               | -               | -               | UEL                | 3                  | 0+0                | -           | -           | -           | 12     | 1      |
| 2016-2017           | Bordeaux            | L1                  | 14         | 0          | CF+]CdL         | 4+3             | 0+0             |                    | -                  | -                  |             | -           | -           | 21     | 0      |
| 2017-2018           | Bordeaux            | L1                  | 4          | 0          | CF+CdL          | 0+0             | 0+0             | UEL                | 1                  | 0                  |             | -           | -           | 5      | 0      |
| 2018-feb.2019       | Bordeaux            | L1                  | 1          | 0          | CF              | 0               | 0               | UEL                | 1                  | 0                  |             | -           | -           | 2      | 0      |
| Totale Bordeaux     | Totale Bordeaux     | Totale Bordeaux     | 28         | 1          |                 | 7               | 0               |                    | 2                  | 0                  |             | -           | -           | 37     | 1      |
| feb.-giu.2019       | Stella Rossa        | SL                  | 11         | 1          | KS              | 1               | 0               |                    | -                  | -                  |             | -           | -           | 12     | 1      |
| 2019-2020           | Stella Rossa        | SL                  | 15         | 1          | KS              | 0               | 0               |                    | -                  | -                  |             | -           | -           | 15     | 1      |
| 2020-2021           | Stella Rossa        | SL                  | 35         | 2          | KS              | 2               | 0               | UCL+UEL            | 2+9                | 0+1                |             | -           | -           | 48     | 3      |
| 2021-2022           | Stella Rossa        | SL                  | 20         | 1          | KS              | 2               | 0               | UCL+UEL            | 3+4                | 0+0                |             | -           | -           | 29     | 1      |
| Totale Stella Rossa | Totale Stella Rossa | Totale Stella Rossa | 81         | 5          |                 | 5               | 0               |                    | 18                 | 1                  |             | -           | -           | 104    | 6      |
| Totale              | Totale              | Totale              | 169        | 10         |                 | 25              | 1               |                    | 23                 | 1                  |             | -           | -           | 207    | 12     |

### Cronologia presenze e reti in nazionale
| Cronologia completa delle presenze e delle reti in nazionale ― Serbia | Cronologia completa delle presenze e delle reti in nazionale ― Serbia | Cronologia completa delle presenze e delle reti in nazionale ― Serbia | Cronologia completa delle presenze e delle reti in nazionale ― Serbia | Cronologia completa delle presenze e delle reti in nazionale ― Serbia | Cronologia completa delle presenze e delle reti in nazionale ― Serbia | Cronologia completa delle presenze e delle reti in nazionale ― Serbia | Cronologia completa delle presenze e delle reti in nazionale ― Serbia |
| Data                                                                  | Città                                                                 | In casa                                                               | Risultato                                                             | Ospiti                                                                | Competizione                                                          | Reti                                                                  | Note                                                                  |
| --------------------------------------------------------------------- | --------------------------------------------------------------------- | --------------------------------------------------------------------- | --------------------------------------------------------------------- | --------------------------------------------------------------------- | --------------------------------------------------------------------- | --------------------------------------------------------------------- | --------------------------------------------------------------------- |
| 24-3-2021                                                             | Belgrado                                                              | Serbia                                                                | 3 – 2                                                                 | Irlanda                                                               | Qual. Mondiali 2022                                                   | -                                                                     |                                                                       |
| 21-3-2024                                                             | Mosca                                                                 | Russia                                                                | 4 – 0                                                                 | Serbia                                                                | Amichevole                                                            | -                                                                     | 21’                                                                   |
| Totale                                                                |                                                                       | Presenze                                                              | 2                                                                     |                                                                       | Reti                                                                  | 0                                                                     |                                                                       |

## Palmarès

### Club

#### Competizioni nazionali
- Campionato serbo: 3

Stella Rossa: 2018-2019, 2019-2020, 2020-2021
- Coppa di Serbia: 2

Stella Rossa: 2020-2021, 2021-2022
- Coppa di Russia: 2

CSKA Mosca: 2022-2023, 2024-2025
- Supercoppa di Russia: 1

CSKA Mosca: 2025